# فیباس (ویرجینیا)
فیباس (به انگلیسی: Phoebus) یک منطقهٔ مسکونی در ایالات متحده آمریکا است که در ویرجینیا واقع شده‌است.